# Mẫu-foot

Một thể tích mẫu-foot (không được vẽ theo tỷ lệ)

Mẫu-foot (còn được gọi mẫu-bộ; tiếng Anh: acre-foot, số nhiều acre-feet) là một đơn vị đo thể tích thường được sử dụng ở Hoa Kỳ liên quan đến các nguồn nước quy mô lớn, như hồ chứa, cống, kênh, khả năng chảy của cống, nước tưới, và dòng chảy của sông.
Một mẫu-foot bằng khoảng 8 làn của một bể bơi dài 25 m.

## Định nghĩa
Như tên cho thấy, một mẫu-foot được định nghĩa là thể tích của diện tích bề mặt bằng một mẫu Anh đến độ sâu một foot (bộ Anh).
Kể từ khi một mẫu được định nghĩa là một chuỗi bằng một Furlong (ví dụ 66 ft × 660 ft hay 20,12 m × 201,17 m), một mẫu-foot bằng 43,560 foot khối (1,2335 m3).
Có hai định nghĩa về mẫu-foot (khác nhau khoảng 0,0006%), tùy thuộc vào việc "foot" được sử dụng là foot quốc tế hay foot khảo sát của Hoa Kỳ.

## Ứng dụng
Theo nguyên tắc thông thường trong quản lý nước của Hoa Kỳ, một mẫu-foot được coi là lượng nước sử dụng theo kế hoạch của một hộ gia đình ở ngoại ô, hàng năm. Ở một số khu vực thuộc sa mạc Tây Nam, nơi bảo tồn nước được tuân thủ và thường được thi hành, một gia đình điển hình chỉ sử dụng khoảng 0,25 mẫu-foot nước mỗi năm. Một mẫu-foot/năm là khoảng 893 gallon (3,38 m³) mỗi ngày.
Mẫu-foot (hay cụ thể hơn là đơn vị đo tốc độ thời gian của mẫu-foot mỗi năm) đã được sử dụng trong lịch sử ở Mỹ trong nhiều thỏa thuận quản lý nước, ví dụ như Colorado River Compact, chia cho 15 triệu mẫu-foot (MAF) mỗi năm (586 m³/s) trong số bảy tiểu bang miền tây Hoa Kỳ.
Dung tích hồ chứa nước ở Mỹ thường được đưa ra trong hàng ngàn mẫu-foot, viết tắt TAF.
Ở những nơi khác trên thế giới, nơi mà hệ mét được sử dụng phổ biến, thể tích nước có thể được thể hiện bằng một trong hai khối mét (lưu lượng dòng chảy là mét khối/giây, hoặc "cumecs") hoặc, đối với việc sử dụng nước, thể tích lưu trữ hoặc tưới tiêu, tính bằng lít (kL = 1 mét khối), megalit (ML = 1.000 mét khối) hoặc gigalit (GL = 1.000.000 mét khối). Một mẫu-foot tương đương với 1,233 megalit và 1,233 kilolít. Lượng nước lớn có thể được đo bằng km khối (1.000.000.000 m³ hoặc 1000 GL), với 1000 TAF hoặc 1 triệu mẫu-foot xấp xỉ bằng 1,233 km³.